# Zirbelnuss-Kanal-Brücke

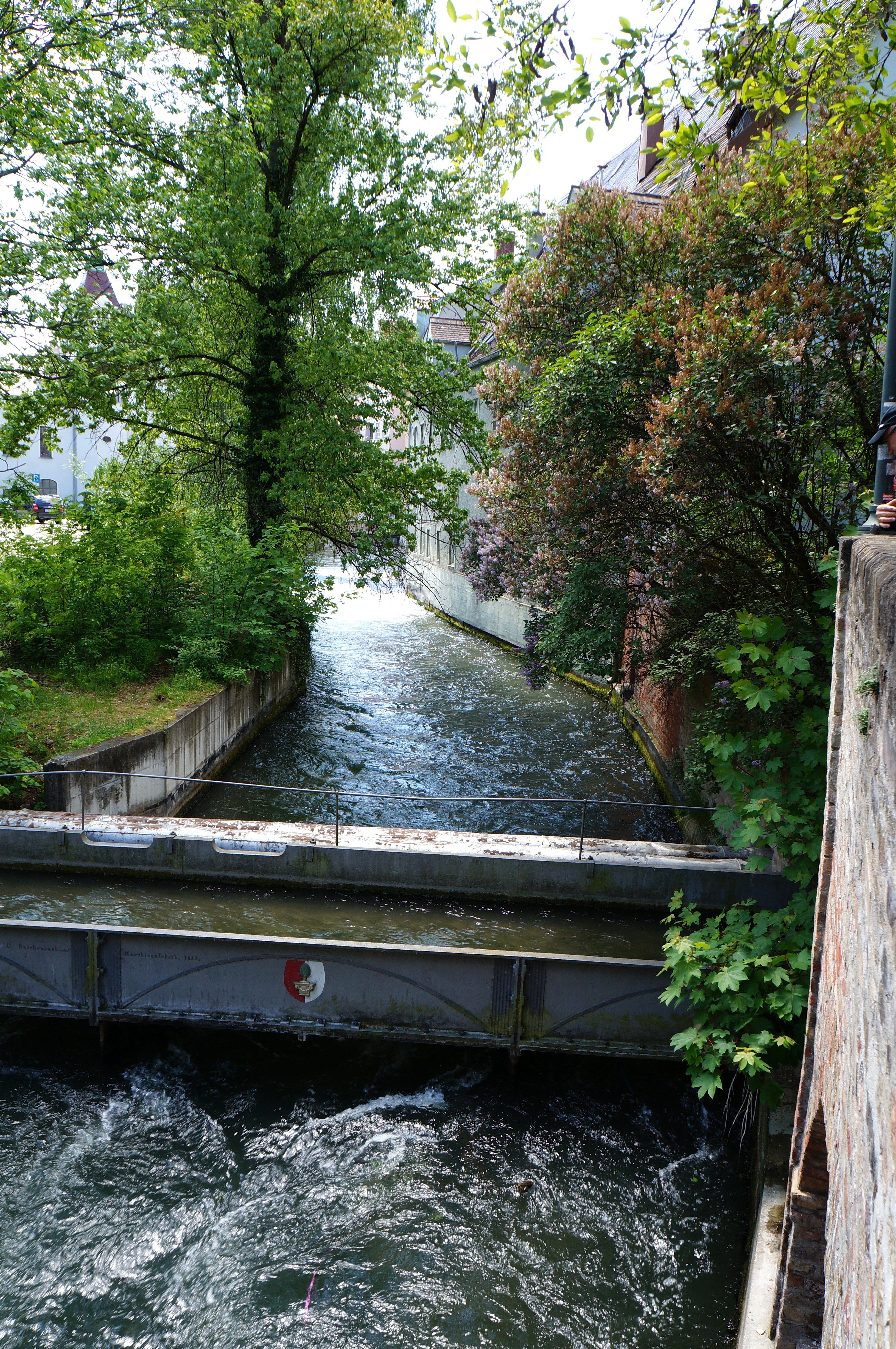
Blick auf die Zirbelnuss-Kanal-Brücke

Die Zirbelnuss-Kanal-Brücke (benannt nach dem seitlich angebrachten Augsburger Stadtwappen mit der Zirbelnuss) ist ein gusseisernes Brückenbauwerk in Augsburg. Sie führte ursprünglich den Brunnenbach, heute den Inneren Stadtgraben, über den etwa einen Meter tiefer fließenden Stadtbach (siehe auch Kanäle in Augsburg). Sie ist ein kleines, aber dennoch bemerkenswertes Detail des historischen Wasserbaus in Augsburg und gehörte zum Unteren Brunnenturm. Sie ist als Baudenkmal in die Bayerische Denkmalliste eingetragen.

## Geschichte
Carl August Reichenbach ließ die gusseiserne Kanalbrücke im Jahr 1848 bauen, um eine damals bereits bestehende Wasserkreuzung des Brunnenbachs über den Stadtbach zu ersetzen. Das Gerinne besitzt eine Länge von 12,3 Metern und besteht aus vier zusammengeschraubten Sektionen mit einer Breite von 2 Metern und 90 cm Höhe. Neben dem Augsburger Stadtwappen ist die Aufschrift „C. Reichenbach’sche Maschinenfabrik 1848“ angebracht.
Während der Autor Wilhelm Ruckdeschel schrieb, mit der Reichenbach’schen Maschine im Unteren Brunnenturm sei aus hygienischen Gründen statt des Brunnenbachs auf eine Nutzung von nahen Trinkwasserquellen umgestiegen und das Brunnenbachwasser sei nur noch zum Antrieb der Turbinen genutzt worden, wurde laut Martin Kluger das über die Kanalbrücke fließende Wasser noch bis 1879 als Trinkwasser genutzt.
Ob die Wasserführung umgestellt wurde oder ob der Innere Stadtgraben heute einfach nicht mehr als Brunnenbach bezeichnet wird, ist bislang unklar. 
1984 sanierte der Technische Verein das Brückenbauwerk aus eigenen Mitteln und trug damit zur Erhaltung eines bedeutenden Bauwerkes der Technikgeschichte in Augsburg bei.